# Coppa di Parma
La coppa di Parma è un salume italiano a base di carne suina a indicazione geografica protetta, tipico di alcune zone dell'Emilia e della Lombardia.

## Storia e zona di produzione
La produzione della coppa di Parma è attestata sin dal 1680 in un territorio che comprende le province di Parma, Reggio Emilia, Modena, Mantova, Pavia e la fascia rivierasca lungo il fiume Po delle province di Cremona e Lodi. Fa parte dell'areale anche il comune milanese di San Colombano al Lambro

## Preparazione
Si ottiene partendo da un taglio fresco di maiale di circa 2,7 kg ricavato dalla zona cervicale superiore del suino, il pezzo viene quindi cosparso di sale (salatura a secco) e quindi riposto su appositi ripiani in modo tale da consentire al sale di penetrare all'interno del pezzo.
Terminata la fase di salagione la coppa viene inserita in un budello naturale di bovino legato a mano con corde di canapa, quindi la coppa viene messa ad asciugare in modo tale da farle perdere parte degli umori e quindi viene posta nelle sale di stagionatura dove, in un tempo minimo di 60 giorni, la coppa prosegue la sua disidratazione acquisendo i caratteristici profumo ed aroma.
Il disciplinare di produzione, oltre a definire tutta una serie di caratteristiche: organolettiche (sapore, odore, consistenza e colore), chimico fisiche e parametri microbiologici, definisce anche un peso minimo del prodotto stagionato, non inferiore a 1.3 kg e le dimensioni che possono variare da 25 a 50 cm di lunghezza.
Strettamente disciplinata è anche l'origine e tipologia di carne suina da utilizzare: sono definite sia età minima degli animali, sia le razze.

## Conservazione
La coppa di Parma va conservata in un luogo fresco e umido, dopo il taglio deve essere tenuta in frigo.

## Utilizzi
La coppa viene utilizzata sia nella preparazione di aperitivi sia come antipasto singolo o associato ad altri salumi, accompagnato frequentemente dalla torta fritta.